# گولانه
گولانه (به لاتین: Golany) یک روستا در لهستان است که در گمینا پژاسنش واقع شده‌است.